# 철없는 그녀의 아찔한 연애 코치
《철없는 그녀의 아찔한 연애 코치》(영어: Because I Said So)는 2007년 공개된 미국의 로맨틱 코미디 영화이다. 마이클 레이먼이 연출하고, 다이앤 키턴, 맨디 무어, 로런 그레이엄, 파이퍼 페러보, 게이브리얼 막트, 톰 에버렛 스콧, 스티븐 콜린스 등이 출연하였다.

## 줄거리
대프니는 세 딸 중 장녀 매기, 차녀 메이는 행복한 결혼 생활을 하는 반면 남자친구와 헤어진 막내 밀리는 앞으로 좋은 신랑감을 찾지 못할까봐 전전긍긍한다. 대프니는 밀리 몰래 애인 구인 광고를 내고 지원자 중 건축가 제이슨을 택해 밀리와의 우연한 만남을 조장한다.  
완벽하게 진행되던 계획은 밀리가 기타 연주자 조니를 알게 되면서 어그러진다. 하필 조니는 대프니가 퇴짜를 놓은 지원자들 중 하나였다. 밀리는 조니와 제이슨 몰래 둘을 동시에 만나다가 결국 들켜 둘 다 놓쳐버리고, 뒤늦게 대프니의 계략 전모를 알게 된다.
한편 혼자 지낸지 오래된 대프니는 하필 조니의 아버지 조와 불이 붙어버리는데...

## 출연
- 다이앤 키턴 - 대프니 역
- 맨디 무어 - 밀리 역
- 게이브리얼 막트 - 조니 드레즈든 역
- 톰 에버렛 스콧 - 제이슨 그랜트 역
- 로런 그레이엄 - 매기 역
- 파이퍼 페러보 - 메이 역
- 스티븐 콜린스 - 조 드레즈든 역
- 콜린 퍼거슨 - 데릭 역
- 타이 패니츠 - 라이어널 역
- 맷 샴페인 - 일라이 역
- 토니 헤일 - 스튜어트 역

## 기타 제작진
- 협력 제작: 조너선 쇼어
- 배역: 이디 벌래스코